# Синехвостый азиатский трогон
Синехвостый азиатский трогон (лат. Apalharpactes reinwardtii) — вид птиц семейства трогоновых. Является этдемиком индонезийского острова Ява. Подвидов не выделяют.

## Описание
Длина синехвостого азиатского трогона — 34 см. Сверху птица полностью зелёная, за исключением кончика хвоста, который окрашен в синий цвет с металлическим отливом. Снизу птица окрашена в жёлтый цвет, с зелёной полосой на груди. Клюв красный, а голая кожа вокруг глаз окрашена в синий цвет.

## Распространение и среда обитания
Синехвостый азиатский трогон обитает в естественных лесах на горных склонах.

## Рацион
Рацион синехвостого азиатского трогона состоит в основном из беспозвоночных, которых представители данного вида часто ловят в полете, однако ягоды и фрукты также входят в рацион.

## Охранный статус
Синехвостый азиатский трогон имеет ограниченный ареал, поэтому существует риск исчезновения. В 2013 году BirdLife International оценила размер популяции в 2500-10 000 взрослых особей. Это было больше, чем предполагалось изначально, поэтому этот вид больше не занесен в Красный список МСОП как находящийся под угрозой исчезновения. Однако численность популяции сокращается из-за потери среды обитания. Среда обитания фрагментирована за счет расширения сельскохозяйственного использования и другой деятельности человека, такой как строительство парков отдыха. Также имеет место торговля птицами. По этим причинам этот вид занесен в красный список МСОП как уязвимый.